# Chanson de Basin
Het Chanson de Basin is een chanson de geste over de jeugd van Karel de Grote. Het oorspronkelijke Oudfranse heldendicht is verloren gegaan, maar het verhaal werd overgeleverd via de Oudnoorse prozaversie in de 13e-eeuwse Karlamagnussaga.

## Verhaal
Na de dood van zijn vader draagt een engel de jonge Karel de Grote op om naar de Ardennen te vluchten en zich aan te sluiten bij de beruchte dief Basin. Tijdens hun avonturen ontdekt Karel een complot om hem te vermoorden. Op het einde worden de verraders ontmaskerd, Karel wordt tot koning gekroond en de dief Basin wordt beloond.

## Historische bronnen
Rainfroi en Helpri, de samenzweerders in het verhaal, zijn hoogstwaarschijnlijk gebaseerd op Raganfrid en Chilperik II, die in 718 waren verslagen door Karels grootvader Karel Martel. Het is niet geweten of de auteur bekend was met de versie van die gebeurtenissen in de 11e-eeuwse Passio Agilolfi, de vita van Sint-Agilulf.

## Invloed
De namen van de antagonisten in het Chanson de Basin komen terug in Mainet en Berthe aux grands pieds, twee andere chansons de geste over de jeugd van Karel de Grote. Daarin zijn Rainfroi en  buitenechtelijke zonen van Pepijn de Korte en de onrechtmatige koningin Alista, en dus halfbroers van Karel de Grote.
De verhaallijn van het 13e-eeuwse Middelnederlandse heldendicht Karel ende Elegast lijkt sterk op die van het Chanson de Basin.